# Арденска офанзива
Арденската офанзива  (кодово наименование на Вермахта на немски: Wacht am Rein, в превод: „Стражата на Рейн“, официално наречена от Съюзниците на английски: Battle of the Bulge, транскрипция: Батъл ъф дъ Бълдж, в превод: „Битката при издатината“) е операция на Нацистка Германия на Западния фронт в хода на Втората световна война.
Проведена е в периода 16 декември 1944 – 28 януари 1945 година в Ардените (югозападна Белгия) с цел промяна в обстановката на Западния фронт, разгром на съюзните сили в Белгия и Холандия, и освобождаване на сили, които да бъдат предислоцирани на Източния фронт.
Настъплението на немските войски (6-а танкова армия от СС, 5-а танкова армия и 7-а армии, обединени в група армии „Б“ под командването на фелдмаршал Валтер Модел) принуждават американските войски (4-та американска дивизия от състава на 1-ва американска армия на генерал Омар Брадли) да отстъпи, и към 25 декември немците напредват с около 90 км в превзетата от съюзниците територия.
Към края на декември американските войски, подкрепени от войски предислоцирани от други участъци на фронта, контратакуват с 3-та американска армия и спират настъплението на противника.
На 1 януари 1945 година немците отново предприемат атака – този път в областта Елзас, в района на град Страсбург с цел да разделят силите на съюзниците. При тази атака немската авиация нанася удари по летищата на съюзниците, унищожавайки около 260 самолета.
Във връзка с положението на фронта Уинстън Чърчил е принуден да се обърне за помощ към съветското ръководство. На 12 и 13 януари 1945 година Червената армия започва офанзива на Източния фронт в Полша и Източна Прусия наречена Висло-Одерска операция, в резултат на което немското командване е принудено да прехвърли много от своите сили (от 12 до 31 януари изпраща 7 дивизии) на изток, изоставяйки офанзивата на Западния фронт. Към края на януари 1945 година немците отстъпват на изходни позиции отпреди офанзивата. В резултат на рязкото отслабване на атаката, съюзниците подновяват успешно своите атаки срещу противника.